# Gemini Sammelstiftung zur Förderung der Personalvorsorge
Die GEMINI Sammelstiftung mit Sitz in Schwyz ist eine nach eigenen Angaben unabhängige Schweizer Vorsorgeeinrichtung.

## Unternehmen
Sie versichert als Sammelstiftung im Bereich der Altersvorsorge das Personal der ihr angeschlossenen Unternehmen im Rahmen der 2. Säule. Jedes angeschlossene Unternehmen wird als eigenes Vorsorgewerk mit eigener Bilanz und Betriebsrechnung geführt. Die Vorsorgekapitalien werden gepoolt angelegt. GEMINI bietet vier Anlagepools mit unterschiedlichem Risikoprofil.
Die GEMINI Sammelstiftung wurde 1977 gegründet und ist in der Rechtsform einer Stiftung organisiert. Ihr waren per Ende 2024 insgesamt 264 Vorsorgewerke von voneinander unabhängigen Unternehmen mit 29'669 aktiven Versicherten und 5'083 Rentenbezügern angeschlossen. Das verwaltete Vermögen belief sich auf 6,9 Milliarden Schweizer Franken.

## Rechtsgrundlagen
Die gesetzlichen Grundlagen bilden das Bundesgesetz über die berufliche Alters-, Hinterlassenen- und Invalidenvorsorge, das Bundesgesetz über die Freizügigkeit in der beruflichen Alters-, Hinterlassenen- und Invalidenvorsorge (Freizügigkeitsgesetz, FZG) sowie die dazugehörigen Verordnungen. Zu den Rechtsgrundlagen zählen zudem die eigenen Reglemente der GEMINI Sammelstiftung.

## Organisation
Oberstes Organ der GEMINI Sammelstiftung ist der Stiftungsrat. Dieser setzt sich paritätisch aus je drei Arbeitgeber- und Arbeitnehmervertretern zusammen. Die operative Führung obliegt der Avadis Vorsorge AG. Diese ist für Geschäftsleitung, Administration, Beratung und Stiftungsbuchhaltung verantwortlich. Die Umsetzung der Anlagestrategie erfolgt durch einen unabhängigen Anlageausschuss.